# American Head Charge
Pour les articles homonymes, voir AHC.
American Head Charge, aussi connu sous le nom de AHC, est un groupe de nu metal et metal industriel américain, originaire de Minneapolis, dans le Minnesota. Le groupe compte deux nominations aux Kerrang! Awards.

## Biographie

### Débuts (1997–1998)
Les premières incarnations du groupe portent les noms de Flux, Gestapo Pussy Ranch, et Warsaw Ghetto Pussy. Le nom de Flux est adopté mais utilisé en à peine six mois à cause d'atteintes aux droits d'auteur, et car les labels n'étaient pas intéressé par un groupe portant ce nom. « Je ne suis pas fan de noms en trois mots » explique Hanks en décembre 2001 sur ConcertLivewire.com. Concernant le nom du groupe, il révèle que ; « Ca ne veut rien dire. Il y a rien à comprendre là-dedans. C'est un peu le but. » Même si des rumeurs courent selon lesquelles le groupe aurait repris son nom du groupe African Head Charge, qui s'est formé dans les années 1980, il ne s'agit en fait que d'une coïncidence.

### Trepanation(1999)
Après avoir adopté le nom d'American Head Charge, le groupe fait ses débuts dans la scène du metal industriel underground avec son premier album indépendant, Trepanation. L'album fait participer Heacock et Hanks (plus tard respectivement appelés Martin Cock et Banks) qui sont rejoints par le guitariste David Rogers, Peter Harmon à la batterie, et Christopher Emery aux claviers et à l'échantillonneur. Ils participent aux albums tributes publiés par Dwell Records rendant hommage aux groupes Ministry et Marilyn Manson. Le second guitariste Wayne Kile et les claviéristes Justin Fowler et Aaron Zilch se joignent en rang entre le milieu et fin 1999.
Après avoir tourné avec System of a Down à Des Moines, dans l'Iowa en août 1999, le bassiste de System of a Down, Shavo Odadjian, conseille au dirigeant du label American Recordings, Rick Rubin, de signer American Head Charge. Six mois plus tard, le groupe reçoit une offre d'American Recordings, puis de Columbia Records.

### The War of Art(2000–2002)
Après le succès local de Trepanation et la signature du groupe chez American Recordings en 2000, le groupe se délocalise à Los Angeles pour travailler sur son premier album majeur avec Rick Rubin. The War of Art est publié le 28 août 2001, et se vend à plus de 12 000 d'exemplaires aux États-Unis à sa première semaine. American Head Charge, commençant une tournée en soutien à son premier album, joue à l'Ozzfest. Ils jouent ensuite à la tournée Pledge of Allegiance, avec en tête d'affiche Slipknot, Mudvayne, Rammstein et System of a Down. Le guitariste Dave Rogers effectue son dernier concert dans le New Jersey en y jouant totalement nu ; il sera appréhendé après sa performance. 
En décembre 2001, le groupe joue en soutien à Slayer avec le groupe de metalcore Chimaira pour les deux premiers mois de la tournée God Hates Us All. Les concerts suivent se font avec Kittie, le groupe de punk hardcore Biohazard, et le groupe de stoner metal Speedealer, avant de se lancer dans une tournée scandinave, européenne et japonaise avec Slipknot. Ils jouent aussi aux côtés de Coal Chamber, Ministry, Gravity Kills, Hatebreed, Static-X, Mudvayne, et Otep. Le guitariste Wayne Kile part du groupe en avril 2002, et est remplacé par l'ancien guitariste de Black Flood Diesel, Bryan Ottoson.

### The Feeding(2003–2004)
En avril 2004, le groupe coupe les ponts avec son label American Recordings. Après deux ans de pause, la toxicomanie devient un problème au sein du groupe. Selon leur page MySpace, trois des membres sont devenus dépendants, dont deux en cure de désintoxication. Le guitariste Bryan Ottoson explique que le groupe était tombé tellement bas qu'il a failli être placé en hôpital psychiatrique par peur de se suicider. Le groupe est plus tard laissé d'un commun accord par Rick Rubin. American Head Charge enregistrera par la suite son futur album, The Feeding, publié le 15 février 2005.

### Décès de Bryan Ottoson (2005–2006)
Le guitariste Bryan Ottoson décède à 27 ans lors d'une tournée en 2005 avec Mudvayne, Life of Agony, et Bloodsimple. Son corps a été retrouvé sans vie dans le bus du groupe stationné à North Charleston, en Caroline du Sud, où le groupe devait jouer au club Plex. Selon les autorités de North Charleston, l'enquête se serait conclu par une overdose médicamenteuse. Les membres aurait aperçu Ottoson en vie pour la dernière fois à 4 h, le 18 avril 2005.

### Can't Stop the Machine(2007–2009)
Le 3 avril 2007, American Head Charge publie son premier DVD, Can't Stop the Machine, au label Nitrus Records. Il s'accompagne d'un CD de 10 chansons incluant un remix du single The War of Art, Just So You Know. Ils tournent en soutien à l'album le 5 mai. Ils jouent un autre concert au The Rock de Maplewood, dans le Minnesota le 14 septembre 2007.
Le 11 août 2009, le groupe annonce sa séparation. Le 18 janvier 2011, la page Myspace d'American Head Charge est mise à jour avec un nouveau logo, et un nouveau fond, entre autres. Le nom de la page change de message, de RIP American Head Charge: 1998–2009 à American Head Charge. Dans les mois qui suivent, le bassiste Chad Hanks poste sur Twitter que le groupe revient avec lui, le guitariste Karma Cheema, le batteur Chris Emery, le chanteur Cameron Heacock, et le claviériste Justin Fowler.

### Réunion etShoot(2011–2013)
Le 30 juin 2011, le bassiste Chad Hanks annonce de nouvelles répétitions et de nouvelles chansons. Le 6 octobre 2011, le groupe annonce l'arrivée de Sin Quirin, ancien guitariste de Ministry, Revolting Cocks, et Society 1, comme second guitariste. En octobre 2011, American Head Charge se lance dans une brève tournée avec les groupes Wrecking Day, Gabriel and the Apocalypse, et Dead Horse Trauma. Le 29 février 2012, American Head Charge est annoncé à la tournée Hed2Head Tour 3 en soutien à Mushroomhead et (Hed) PE.
Le groupe publie par la suite un EP intitulé Shoot (initialement prévu sous le titre Interstice). Le premier single de l'EP, intitulé Sugars of Someday est publié sur iTunes le 9 mai 2012. L'EP Shoot est publié le 23 juillet 2013, et suivi par une tournée internationale deux semaines plus tard. La liste des titres de Shoot inclut le single Sugars of Someday, les trois nouvelles chansons Writhe, Set Yourself on Fire, et Sand, ainsi qu'une reprise de Rock 'N Roll Nigger de Patti Smith.

### Tango Umbrella(depuis 2014)
En mars 2014, le groupe lance un appel aux dons sur Indiegogo pour financer son quatrième album, le premier depuis The Feeding en 2005. Dave Fortman est annoncé à la production. Le groupe réussit à collecter 53 370 $, alors qu'il souhaitait atteindre 46 000 $. Après le succès de leur appel, le groupe joue plusieurs concerts avec Wayne Static ainsi qu'au Download Festival en juin 2014. Après leur performance au Download, et quelques dates au Royaume-Uni, le groupe entre dans le Kentucky aux Third Sky Studios pour enregistrer son quatrième album.
En octobre 2014, le groupe, accompagné de Soil, Hed P.E. et Wolfborne, tourne en Europe et au Royaume-Uni. Le groupe est ensuite prévu en tournée avec Wolfborne et rejoindre Wayne Static et Powerman 5000 pour une tournée américaine. Après le malencontreux décès de Wayne static le 1er novembre, les groupes se rassemblent et tournent à la mémoire de Wayne.
Après six mois d'enregistrements et de tournée, fait une pause. Le 9 décembre, le groupe confirme une tournée de deux mois avec Coal Chamber, Filter et Combichrist.
American Head Charge publie son nouvel album, Tango Umbrella, en téléchargement payant le 22 mars 2016, et en format physique le 25 mars 2016 via Napalm Records.

## Membres

### Membres actuels
- Cameron Heacock – chant (1996–2009, depuis 2011)
- Chad Hanks (Banks) – basse (1996–2009, depuis 2011)
- Justin Fowler – claviers, samples, chœurs (2000–2009, depuis 2011)
- Karma Singh Cheema – guitare (2004–2005, 2007–2009, depuis 2011)

### Anciens membres
- Jamie White – claviers, chœurs (1996)
- Peter Harmon – batterie (1997–2000)
- Wayne Kile – guitare (1999–2002)
- Aaron Zilch – claviers, samples, electronics (1999-2003, 2015)
- Dave Rogers – guitare (1996–2003)
- Bryan Ottoson – guitare (2002-2005) (décédé)
- Benji Helberg – guitare (2005–2009)
- Dane Tuders – batterie (2006–2009)
- Sin Quirin – guitare (2011–2012)
- Ted Hallows – guitare (2013–2016)
- Chris Emery – batterie (2000–2006, 2011–2016), claviers, samples (1997–2000)